# Campo Santa Maria Formosa
El Campo Santa Maria Formosa és una plaça de Venècia, situada al barri de Castello.
És una de les places més grans de la ciutat: del campo (inclòs el Campiello Querini adjacent a la zona) es ramifiquen un total de nou carrers i onze ponts (alguns dels quals simplement connecten amb les entrades dels edificis).
El nom prové de la presència de l'església de Santa Maria Formosa.

## Descripció
La zona del campo està delimitada per tres canals (Santa Maria Formosa, Pestrin, Mondo Novo); a l'interior d'aquests canals hi ha molts edificis d'importància històrica i arquitectònica, que s'enumeren a continuació, en sentit horari començant des del costat nord-oest:
- Palau Priuli Ruzzini
- Palau Morosini del Pestrin (enfront de la riera de Pestrin)
- Palau Donà
- Casa Venier
- Palau Vitturi
- Palau Malipiero Trevisan
- Palau Querini Stampalia (enfront del Campiello Querini)

L'edifici més important és el gran edifici sagrat dedicat a Santa Maria Formosa, situat a la part sud-est de la plaça i envoltat pel costat que dona al canal del que abans eren les escoles dels Frutarioli, els Casselleri i els Bombardieri.
Dins del Campo Santa Maria Formosa també hi ha dos pous.

## Galeria d'imatges

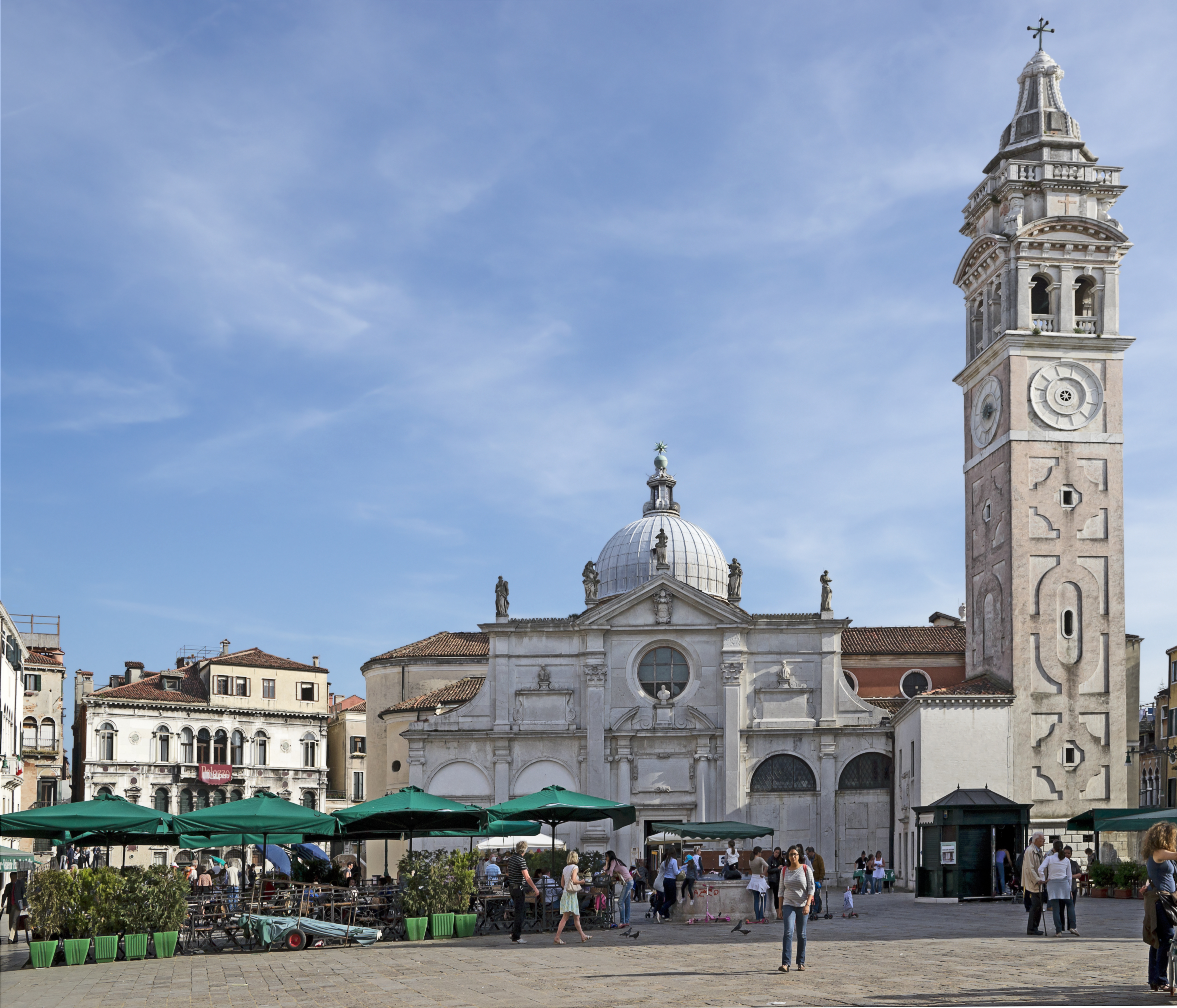
La façana nord de l'església
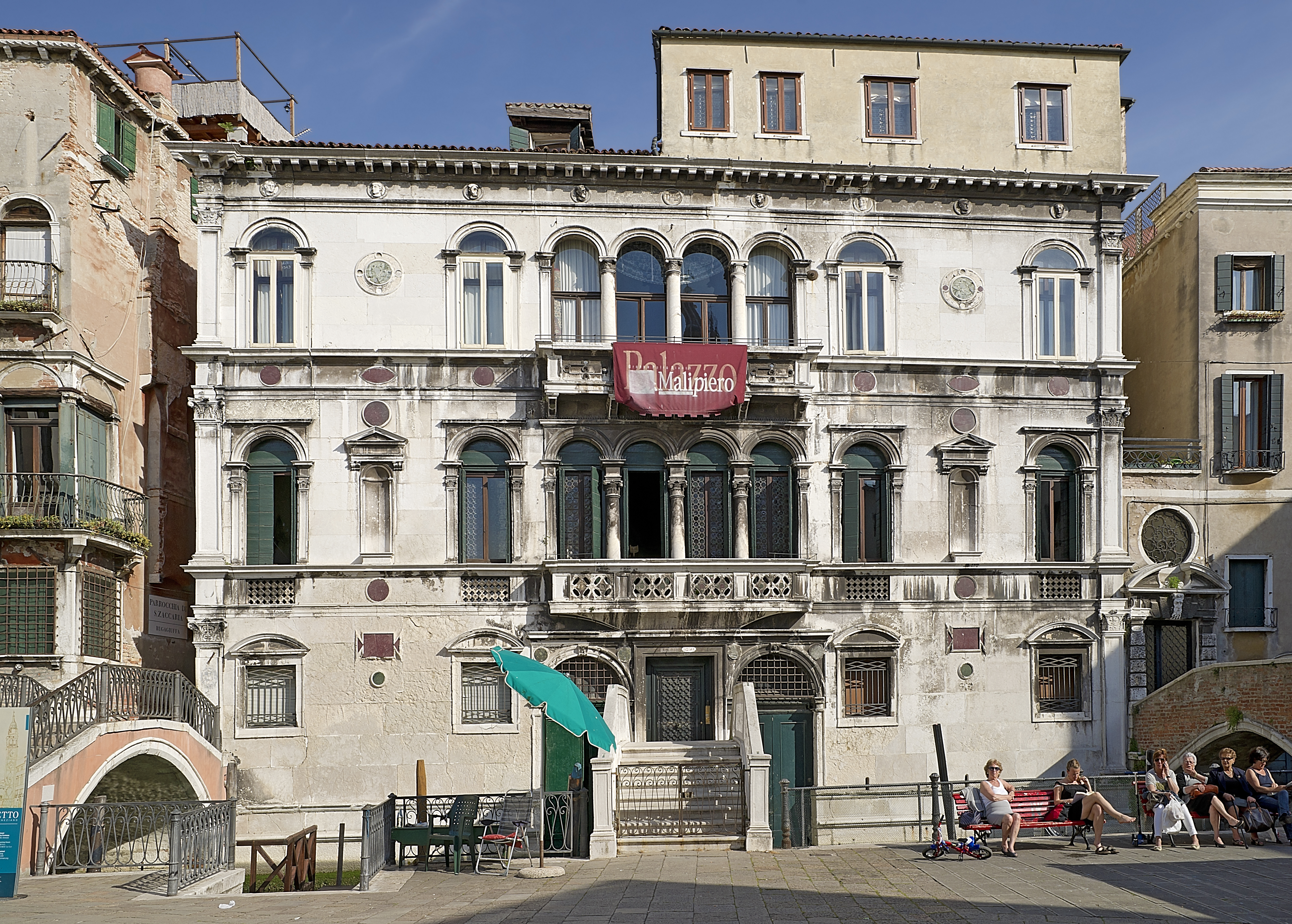
Palau Malipiero Trevisan
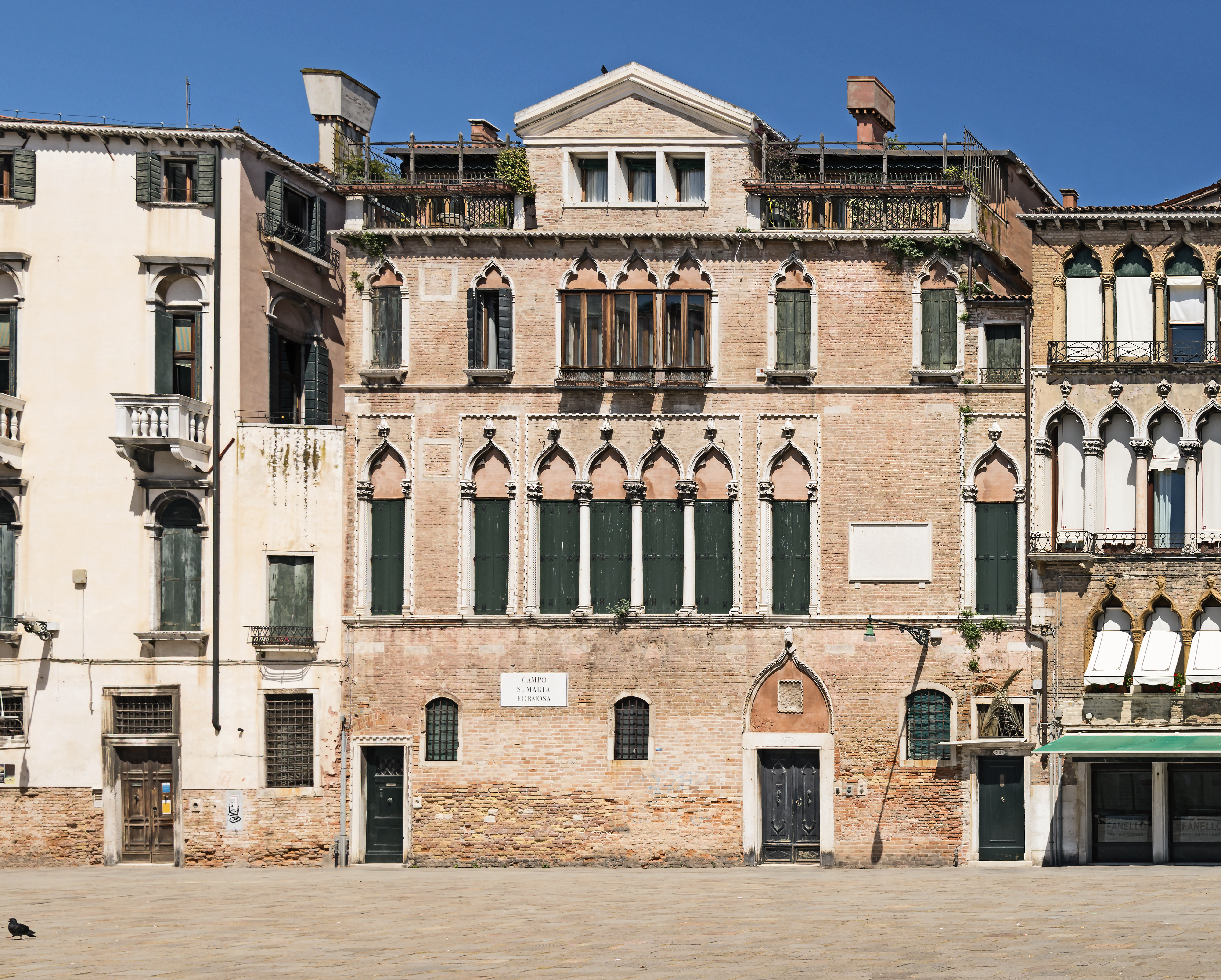
Palau Donà - Palau Central
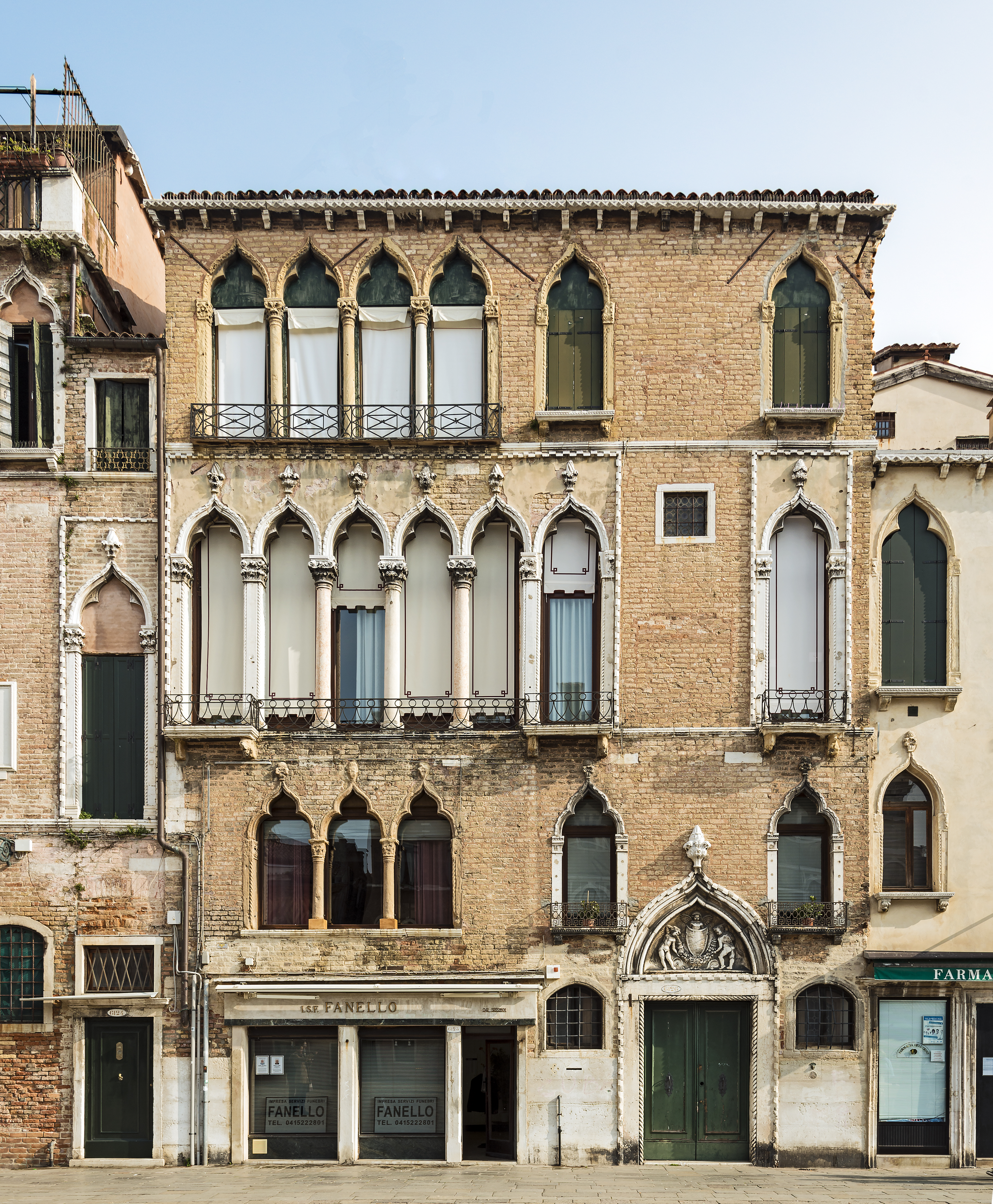
Detall de la façana dels Palaus Donà
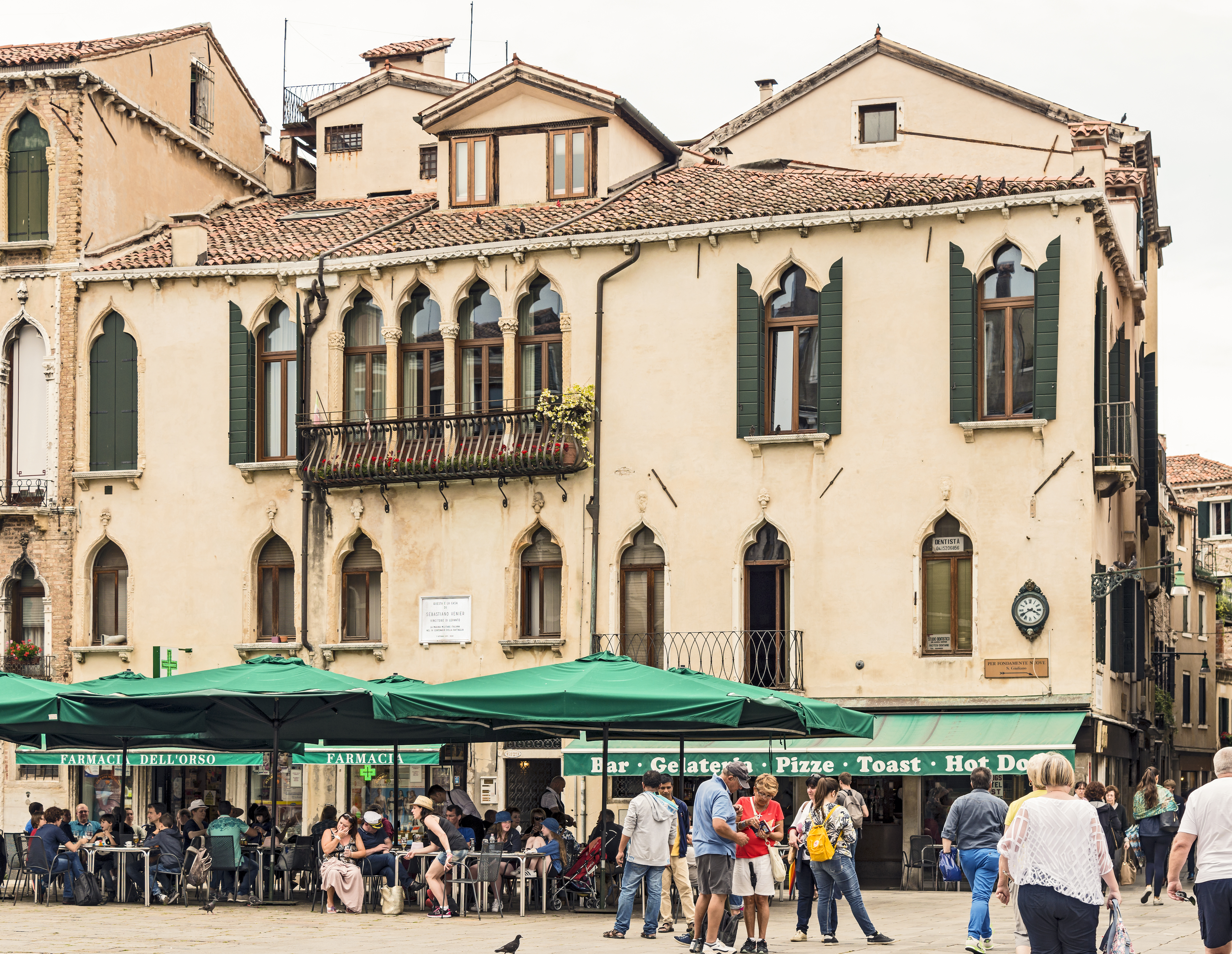
Casa de Sebastiano Venier